# Steal and steam
steel and steam is een studioalbum van 'ramp. Het album bevat elektronische muziek grotendeels in de stijl van de Berlijnse School voor elektronische muziek. Stephen Parsick nam de tracks 1 tot en met 5 solo op in zijn studio Cold Furnace te Bielefeld op. Tracks 6 tot en met 10 zijn een samenwerking tussen Parisck en Mark Shreeve de man achter Redshift. Die opnamen vonden plaats in de Distant Sun Studio van Shreeve. De invloed van Shreeve (felle en onheilspellende muziek) is ook in het solowerk van Parsick terug te vinden. Van het album waren 300 exemplaren aangemaakt.   

## Musici
- Stephen Parsick – synthesizers, elektronica (alle tracks)
- Mark Shreeve – idem tracks 6 t/m 10

## Muziek
| Nr. | Titel                        | Duur  |
| --- | ---------------------------- | ----- |
| 1.  | zeppelin                     | 9:11  |
| 2.  | node (part one)              | 6:59  |
| 3.  | node (part two)              | 5:55  |
| 4.  | solenoid                     | 9:34  |
| 5.  | [led]                        | 6:54  |
| 6.  | puppets                      | 16:20 |
| 7.  | steel and steam (part one)   | 2:40  |
| 8.  | steel and steam (part two)   | 4:36  |
| 9.  | steel and steam (part three) | 4;44  |
| 10. | steel and steam (part four)  | 8:49  |